# Nintendo Wii
Wii je domača igralna konzola japonskega podjetja Nintendo, namenjena igranju videoiger. V programu Nintendovih igralnih konzol je nasledila GameCube novembra leta 2006, ko je bila prvič predstavljena na prireditvi E3. Konzola je združljiva za nazaj, kar pomeni, da je možno igre za GameCube igrati tudi z Wii. Poleg tega se je z njo možno povezati prek interneta in igrati v dvoje ali tudi množičneje z drugimi igralci »v živo«.
Najbolj je znana po inovativni brezžični vhodni napravi, kontrolerju - Wii Remote, ki zaznava premike v treh dimenzijah. V kompletu s konzolo se prodaja tudi začetniška igra ki pomaga pri privajanju na ta kontroler
S konzolo Nintendo konkurira drugima dvema predstavnikoma generacije Playstationu 3, podjetja (Sony) in Microsoftovemu Xbox-u 360.